# Австрийско-болгарские отношения
Австрийско-болгарские отношения — двусторонние дипломатические отношения между Болгарией и Австрией. Отношения были установлены 7 июля 1879 года.

## История отношений
Дипломатические отношения между Княжеством Болгария и Австро-Венгрией были установлены 7 июля 1879 года. В 1938 году отношения были разорваны в связи с присоединением Австрии к Нацистской Германии. Но уже в 1947 году отношения были восстановлены.
В 2021 году в Австрию были совершены визиты Президента и Премьер-министра Болгарии. В 2022 году Болгарию посетила  федеральный министр по делам ЕС и Конституции Австрийской Республики.

## Инвестиции
В феврале 2021 года инвестиции Австрии в Болгарию составляло 4,1 млрд евро.

## Дипломатические миссии
- У Австрии есть посольство в Софии[4] и почётное консульство в Бургасе[5]
- У Болгарии есть посольство в Вене[6] и почётное консульство в Зальцбурге[7]